# Clemens Berger
Clemens Berger (Güssing, 20 de mayo de 1979) escritor de Austria. 
Estudió filosofía y publicidad en Viena, donde actualmente reside. 

## Obra
- Der gehängte Mönch (2003)
- Paul Beers Beweis (2005)
- Die Wettesser (2007)
- Gatsch / Und Jetzt. Zwei Stücke (2009)
- Und hieb ihm das rechte Ohr ab (2009)
- Das Streichelinstitut (2010)
- Engel der Armen (2011)